# Pino Quartullo
Giuseppe « Pino » Quartullo, né le 12 juillet 1957 à Civitavecchia, est un acteur, réalisateur, scénariste et dramaturge italien.

## Biographie
Pino Quartullo naît en 1957 à Civitavecchia. Après avoir obtenu un diplôme en architecture, Quartullo est diplômé en mise en scène à l'Académie nationale d'art dramatique Silvio-D'Amico puis a suivi les cours d'art dramatique de Gigi Proietti Il fait ses débuts sur scène avec Aldo Trionfo,  comme acteur et comme assistant réalisateur . En 1983, il fonde la compagnie de théâtre La Festa Mobile, exerçant en tant qu'acteur, metteur en scène et dramaturge.
En 1985, Quartullo co-réalise, avec Stefano Reali, Exit, nommé pour l'Oscar du meilleur court métrage en prises de vues réelles. 
Il réalise son premier long métrage en 1992 : Quando eravamo repressi. Il a ensuite dirigé plusieurs comédies dramatiques, inspirées de l'âge d'or de la comédie à l'italienne .
Quartullo a également une carrière en tant que comédien de doublage. Il prète notamment sa voix à l'acteur américain Jim Carrey dans les deux films The Mask et Dumb and Dumber.

### Vie privée
Au milieu des années 1990, Quartullo était en couple avec l'actrice Elena Sofia Ricci. Ils ont eu une fille, Emma (née en 1996). Depuis 2010, Quartullo est marié à la journaliste Margherita Romaniello.

## Filmographie partielle

### Acteur
- 1987 : Selon Ponce Pilate (Secondo Ponzio Pilato) de Luigi Magni
- 1989 : Légers quiproquos
- 1989 : Vanille Fraise  de Gérard Oury
- 2002-2006 : Lo zio d'América (TV)
- 2004 : Che ne sarà di noi de Giovanni Veronesi
- 2008 : Scusa ma ti chiamo amore de Federico Moccia
- 2008 : Amiche mie (TV, 2008)
- 2010 : Il figlio più piccolo de Pupi Avati
- 2012 : Pinocchio

### Réalisateur et scénariste
- 1985 : Exit - court métrage
- 1992 : Quando eravamo repressi
- 1993 : Le donne non vogliono più (it)
- 1995 : Storie d'amore con i crampi (it)
- 1996 : Exercices de style (Esercizi di stile), segment In ginocchio da te... La vendetta
- 1998 : Le faremo tanto male (it)
- 2012 : E la vita continua (it) - court métrage
- 2013 : Io donna - court métrage